# Vasilīs Fasidīs
Vasilīs Fasidīs (in greco Βασίλης Φασίδης?; Veria, 22 giugno 1996) è un calciatore greco, centrocampista svincolato.